# Francisco: el padre Jorge
Francisco: el padre Jorge es una película argentina biográfica de 2015 escrita (adaptación de un libro de Elisabetta Piqué) y dirigida por Beda Docampo Feijóo. El elenco está compuesto por Darío Grandinetti, Silvia Abascal, Leticia Brédice, entre otros. La película hizo su aparición en cartelera el 10 de septiembre del mismo año.

## Sinopsis
Ana (Silvia Abascal) una joven periodista española investiga el duro y emocionante viaje del jesuita Jorge Mario Bergoglio (Darío Grandinetti) tras conocerlo en el cónclave de 2005. A través de los ojos de la periodista, nos acercamos más al trabajo y a la labor humanitaria que hace el padre Jorge: su lucha en contra de la prostitución, la dictadura, el trabajo esclavo, la droga y otras muchas actividades que le hacen ser finalmente elegido como nuevo Papa.

## Reparto
| Actor/Actriz            | Personaje                   |
| ----------------------- | --------------------------- |
| Gabriel Gallichio       | Joven Jorge Mario Bergoglio |
| Darío Grandinetti       | Jorge Mario Bergoglio       |
| Silvia Abascal          | Ana                         |
| Leticia Brédice         | Cecilia                     |
| María Ibarreta          | Patricia                    |
| Maite Lanata            | Amalia                      |
| Laura Novoa             | Regina                      |
| Miriam Odorico          | Marcela                     |
| Carola Reyna            | Agustina                    |
| Marta Belaustegui       | Carmen                      |
| Irene Visedo            | Rocío                       |
| Leonor Manso            | Abuela Rosa                 |
| Alejandro Awada         | Luis                        |
| Abel Ayala              | Paco                        |
| Jorge Marrale           | José                        |
| Alejo Ortiz             | Saúl                        |
| Carlos Hipólito         | Raúl                        |
| Camilo Cuello Vitale    | Lalo                        |
| Manuel de Blas          | Cardenal Juan               |
| Mariano Bertolini       | Padre Pepe                  |
| Pablo Brichta           | Massera                     |
| Sergio Sánchez          | Militar                     |
| Justina Bustos          | Virginia                    |
| Diego Cosín             | Genaro                      |
| Valeria Lois            | Felicitas                   |
| Anabella Agostini       | Pilar autobús               |
| Jimena Anganuzzi        | Renata                      |
| Christián Arrieta       | Julio                       |
| Nicolás Arrieta         | Fidel                       |
| Leticia Bossi           | Leticia                     |
| Juan Carrasco           | César autobús               |
| Rubén Darío Figueredo   | Ernesto                     |
| Agustín García Moreno   | Óscar, hermano de Jorge     |
| Ana Garibaldi           | Irene                       |
| Naia Guz                | Eva                         |
| Luis Herrera            | Mario                       |
| Pablo Lorimer           | Bruno                       |
| Aldo Sebastianelli      | Marcos                      |
| Cristal Lemonidis       | Eva                         |
| Renata Marrone          | Asunción                    |
| Melisa Marzioni         | Paula                       |
| Agustín Meneses         | Isaac                       |
| Johanna Miedvietzky     | Johanna                     |
| Roberto Moschner        | Federico                    |
| Carla Moure             | Dora                        |
| Alejandro Porro         | Dino                        |
| Lautaro Cura            | Gabriel                     |
| Marcos Rauch            | Miguel                      |
| Natalia Santiago        | Juana autobús               |
| Etelvina Soto           | Josefa                      |
| Juan Manuel Tabarés     | José, 20 años               |
| Denise Yáñez            | Denise Papabús              |
| Miguel Zárate           | Octavio                     |
| Emilio Gavira           | Alfredo                     |
| Blanca Jara             | Angelina                    |
| Agustín Pardella        | Cacho                       |
| Alberto Ramallo         | Abuelo de Jorge             |
| Edgardo Marchiori       | Tío de Jorge                |
| Emiliano Gutiérrez Caba | Cardenal Carlos             |
| César Mario Bedoya      | Cardenal Leo                |
| Ángel Durández          | Cardenal Ángel              |
| Antonio Medina          | Cardenal Benito             |
| Eugenia Alonso          | Monja Berta                 |
| Marina Belaustegui      | Monja Irma                  |
| Laia Grandinetti        | Monja Flor                  |
| Marcos Montes           | Padre Mateo                 |
| Raúl Herrero            | Sargento Berto              |
| Lucas Armas Estevarena  | Jorge, 13 años              |
| Roberto Caute           | Videla                      |
| Gabo Correa             | Piloto                      |
| Fiorela Duranda         | Hermana de Jorge, 5 años    |
| Alan Ferraro            | Joven ropa sucia 1          |
| Lara González Cardoso   | Hermana de Jorge            |
| Morena Miranda          | Hija de Renata 1            |
| Selene Nogieira         | Hija de Renata 2            |
| Lucas Tomás Petrozzi    | Joven ropa sucia 2          |
| Mateo Robaina           | Hermano de Jorge 2          |
| Flavia Zuriaga          | Novia del Tío Jorge         |
| Irene Aguilar           | Chica tacones               |
| Antonio del Real        | Cardenal escrutador 2       |
| Ramón Lillo             | Cardenal silla de ruedas    |
| David M. Sanz           | Hombre                      |
| Juan Lombardero         | Cardenal escrutador 3       |
| Sonia Orejas            | Sonia                       |
| José María Sacristán    | Cardenal escrutador 2       |